# Jam and Jerusalem
Jam and Jerusalem is een Britse komische televisiereeks over een typisch Brits stadje waar alle mensen elkaar kennen. De plaatselijke vrouwengilde heeft edele waarden hoog in het vaandel staan, maar komt eigenlijk vooral samen voor een lekker potje roddel. Enkel de doktersvrouw Sal Vine wil geen lid worden, omdat de activiteiten van het clubje haar te min lijken. Maar op een dag overlijdt haar man onverwacht aan een hartaanval en de dingen nemen een andere loop.
De reeks werd uitgezonden op de BBC in 2006, het jaar van de productie ervan.
Enkele bekende gezichten spelen erin mee, onder meer Jennifer Saunders, bekend van Absolutely Fabulous, en Sue Johnston, die in onder meer Waking the Dead meespeelt.

## Productie
De eerste aflevering van Jam and Jerusalem werd in de herfst van 2005 opgenomen als een pilotaflevering en niet meteen uitgezonden. De tweede reeks werd opgenomen in de herfst van 2007. Beide reeksen werden gefilmd in North Tawton, Devon.
De reeks is verfilmd in High-Definition als probeersel om in november op de BBC te tonen. Het kenwijsje is een versie van een lied van The Kinks, namelijk "The Village Green Preservation Society" gezongen door Kate Rusby. Jam and Jerusalem heeft geen lachband en werd niet opgenomen voor een live publiek. De naam dankt het aan de associatie met het Women's Institute in Engeland en Wales, waarvan men in de volksmond beweert dat men daar zijn tijd besteedt aan jam maken enerzijds en aan de hymne Jerusalem anderzijds. Die hymne is het onofficiële anthem.
De echte dochters van Jennifer Saunders, Ella, Beattie en Freya Edmondson, spelen mee als de dochters van Saunders rol, Caroline, in de show respectievelijk als Ella, Beattie en Freya.